# Constitution espagnole de 1845
Constitution de 1837 Constitution de 1869
La Constitution espagnole de 1845 est la Constitution en vigueur dans le royaume d'Espagne durant le règne d'Isabelle II. Elle succède à la Constitution de 1837 et est dérogée par la mise en place de celle de 1869.

## Historique
La reine douairière Marie-Christine, régente pour sa fille Isabelle est contrainte à l'exil en 1840 par le général Espartero, homme fort du régime après sa victoire dans la guerre carliste.
Ce dernier assure alors la régence, mais son gouvernement autoritaire suscite des désillusions.
Au cours de l'été 1843, modérés et progressistes ne participant pas au gouvernement renversent le général Espartero contraint à son tour à l'exil et mettent en place un gouvernement provisoire. Dans le même temps, les Cortès pour éviter une nouvelle régence reconnaisse la majorité d'Isabelle, bien que celle-ci n'eût que treize ans. Après les éphémères cabinets de Joaquín María López et Salustiano Olózaga, Luis González Bravo du parti modéré arrive au pouvoir en décembre 1843. Le 3 mai 1844, Ramón María Narváez le remplace au poste de président du conseil des ministres.
L'une de ses premières décisions est la réforme de la constitution de 1837, qui débouche sur la constitution de 1845, avec une orientation doctrinale différente. Tandis que la première était basée sur la souveraineté nationale, la nouvelle s'avère plus modérée en accordant une place prépondérante à la monarchie et aux Cortes, en tant qu'institutions régulatrices entre les anciens fors d'un côté, et les libertés et nécessités de l'époque de l'autre.
La Constitution remplace la souveraineté nationale par une souveraineté partagée entre le roi et les Cortes (art.12). Les Cortes, que l'article 13 nomme « corps législateurs » (cuerpos colegisladores), s'organisent en deux chambres : congrès des députés et sénat. Le congrès perd de l'autonomie par rapport au monarque et, avec la prolongation du mandat à cinq ans et la restriction du suffrage censitaire (art.22), le contact avec les électeurs se trouve réduit. Quant au sénat, il devient lié de très près à la Couronne, étant donné qu'il peut y avoir un nombre illimité de sénateurs nommés par le Roi. En de nombreuses occasions Isabelle II utilisera le sénat pour appuyer un gouvernement de son choix en période de fermeture du congrès.
Elle reste en vigueur jusqu'à la proclamation de la Constitution espagnole de 1869, en dépit de certaines tentatives de la remplacer en 1852 et au cours du Biennat progressiste. Elle est l'expression constitutionnelle du doctrinarisme espagnol.